# Einbeck
Einbeck je německé město v zemském okrese Northeim v jižním Dolním Sasku. Žije v něm přibližně 31 tisíc obyvatel. První zmínka o městě je od Fridricha I. Barbarossy z 1. ledna 1158

## Partnerské město
- Thiais, Francie, od roku 1962[2]
- Artern, Německo, od roku 1990[2]
- Paczków, Polsko, od roku 1992[2]
- Keene, Spojené státy americké, od roku 2002[2]